# Lysirina polychroma
Lysirina polychroma är en stekelart som beskrevs av Heydon 1994. Lysirina polychroma ingår i släktet Lysirina och familjen puppglanssteklar. Inga underarter finns listade i Catalogue of Life.